# 張世傑 (紅軍軍人)
張 世傑（チャン・セゴル、장세걸、张世杰）は紅軍の朝鮮系軍人。本名は金洪默(キム・ホンムク、김홍묵)。

## 経歴
中国に亡命して黄埔軍官学校第4期工兵科に入学。普通工兵隊に配属。同期生からの綽名は黑瞎子（黒熊）であった。1925年、中国共産党に入党。1926年1月、黄埔軍官学校を卒業すると第4軍独立団（団長：葉挺）工兵連中尉副連長として北伐に参加。武漢占領後は黄埔軍官学校武漢分校入伍生工兵区隊長を務めた。
1927年、上海クーデターによる共産主義者の弾圧を避け、呂運亨などの共産主義者が組織した上海韓国人支部を訪れる。ここで活動中に張世傑に改名した。1929年、中共江蘇省委員会によって南通、海門、如皋、泰興地区に派遣され、農民の武装闘争を起こし、紅軍遊撃隊を組織した。
1930年夏、紅軍第14軍第1師師長。しかし同年9月から情勢が悪化し、10月には中央軍事委員会と江蘇省総行動委員会は第14軍の活動を停止することを決定、それに伴い第14軍の幹部は上海に移動した。1931年の初めに中央革命根拠地に派遣され、1932年秋に紅軍第1方面軍第22軍（軍長：羅炳輝）参謀長となる。第4次反囲剿作戦に参加。
1933年6月、紅軍が再編されると第1軍団第2師（師長：徐彦剛）第6団団長。第5次反囲剿作戦に参加。同年11月の江西省宜黄県における戦闘で戦死。戦死した中央ソビエト区の紅軍高級指揮官では唯一の国際主義戦士だった。

## 参考
- 王健英 (2000). 中国紅軍人物志. 広東人民出版社. ISBN 7-218-03199-4
- 军事科学院军事图书馆 編 (1990). 中国人民解放军组织沿革和各级领导成员名录. 军事科学出版社. ISBN 7-80021-271-8